# Joe Dickson
Pour les articles homonymes, voir Dickson.
Joe Dickson, né le 26 mars 1940 et mort le 6 avril 2022, est un homme d'affaires et homme politique canadien. Il est élu à l'Assemblée législative de l'Ontario lors de l'élection ontarienne de 2007 dans la circonscription électorale d'Ajax—Pickering, sous la bannière du Parti libéral de l'Ontario. Il est réélu aux deux élections suivantes, en 2011 et 2014.

## Carrière politique
Au cours de sa carrière, Joe Dickson a été conseiller scolaire pour le Ajax Catholic School Board, ainsi que conseiller au Conseil municipal d'Ajax pendant sept mandats, puis maire-adjoint. À l'élection provinciale de 1995, Joe Dickson se présente comme candidat libéral dans la circonscription à présent abolie de Durham-Ouest, mais termine deuxième derrière la progressiste-conservatrice Janet Ecker. En 2007, il tente de nouveau sa chance dans la circonscription nouvellement créée d'Ajax—Pickering, où il se fait facilement élire avec presque 50 % des voix. Il se fait ré-élire aux élections subséquentes de 2011 et 2014.
Au cours de la 39e législature, il est whip adjoint du gouvernement. Durant la 40e législature, il est successivement adjoint parlementaire au ministre délégué aux Affaires des personnes âgées, au ministre des Richesses naturelles, puis au ministre des Affaires civiques et de l'Immigration.
Au courant de la 41e législature, il est adjoint parlementaire au ministre du Développement du Nord et des Mines. 
Tentant une réélection dans la nouvelle circonscription d'Ajax en 2018, il termine troisième et est défait par le progressiste-conservateur Rod Phillips.

## Honneurs
En 2002, Joe Dickson reçoit la Médaille du jubilé d'or de la reine Elizabeth II, puis la Médaille du jubilé de diamant de la reine Elizabeth II en 2012,.